# Pedro Alliana
Pedro Alliana, né à Pilar le 19 février 1974, est un homme politique, homme d'affaires et ancien basketteur paraguayen. C'est le 34e et actuel vice-président de la République du Paraguay depuis le 15 août 2023 sous la présidence de Santiago Peña. Il est député de Ñeembucú entre 2013 et 2023 et préside la Chambre basse entre 2019 et 2022. Il est également gouverneur de Ñeembucú de 2008 à 2013 et président du Parti Colorado de 2016 à 2023, représentant le mouvement Honor Colorado, fondé par Horacio Cartes.

## Premières années
Hércules Pedro Lorenzo Alliana Rodríguez est né le 19 février 1974 à Pilar, dans le département de Ñeembucú au Paraguay. Fils de deux conseillers départementaux de Ñeembucú. Le registre des diplômes du ministère de l'Éducation et des Sciences indique qu'Alliana est titulaire d'une licence en relations internationales de l'Université autonome San Sebastián.
Durant son adolescence, il joue au basket-ball et participe à plusieurs tournois nationaux. En 1991, il fait partie de l'équipe nationale du Paraguay. 
Avant la politique, il est commerçant dans sa ville natale. 

## Carrière politique
Alliana commence sa carrière politique en se présentant comme candidat au poste de gouverneur du département de Ñeembucú pour le Parti de la rencontre nationale. Défait par le Parti colorado (ANR-PC), il rejoint ensuite ce parti comme candidat à la mairie de Pilar en 2006. Encore défait, il se présente deux ans plus tard, à l'âge de 33 ans, aux élections générales de 2008, au poste de gouverneur de Ñeembucú. Il est élu et complète son mandat jusqu'en 2012. 

### Chambre des députés
L'année suivante, il remporte le poste de député du département de Ñeembucú aux élections de 2013. Du 30 juin 2017 au 30 juin 2018, il est président de la Chambre des députés. Il est réélu député pour la période 2018-2023 lors des élections générales de 2018. 
Le 26 juillet 2015, il est élu président du Parti colorado et réélu en 2021. 
Le 5 mai 2021, il est réélu comme président de la Chambre des députés.

### Vice-président de la république
À l'occasion des élections générales de 2023, il est élu vice-président de la république du Paraguay en compagnie de Santiago Peña. Ils prennent leurs fonctions le 15 août 2023.

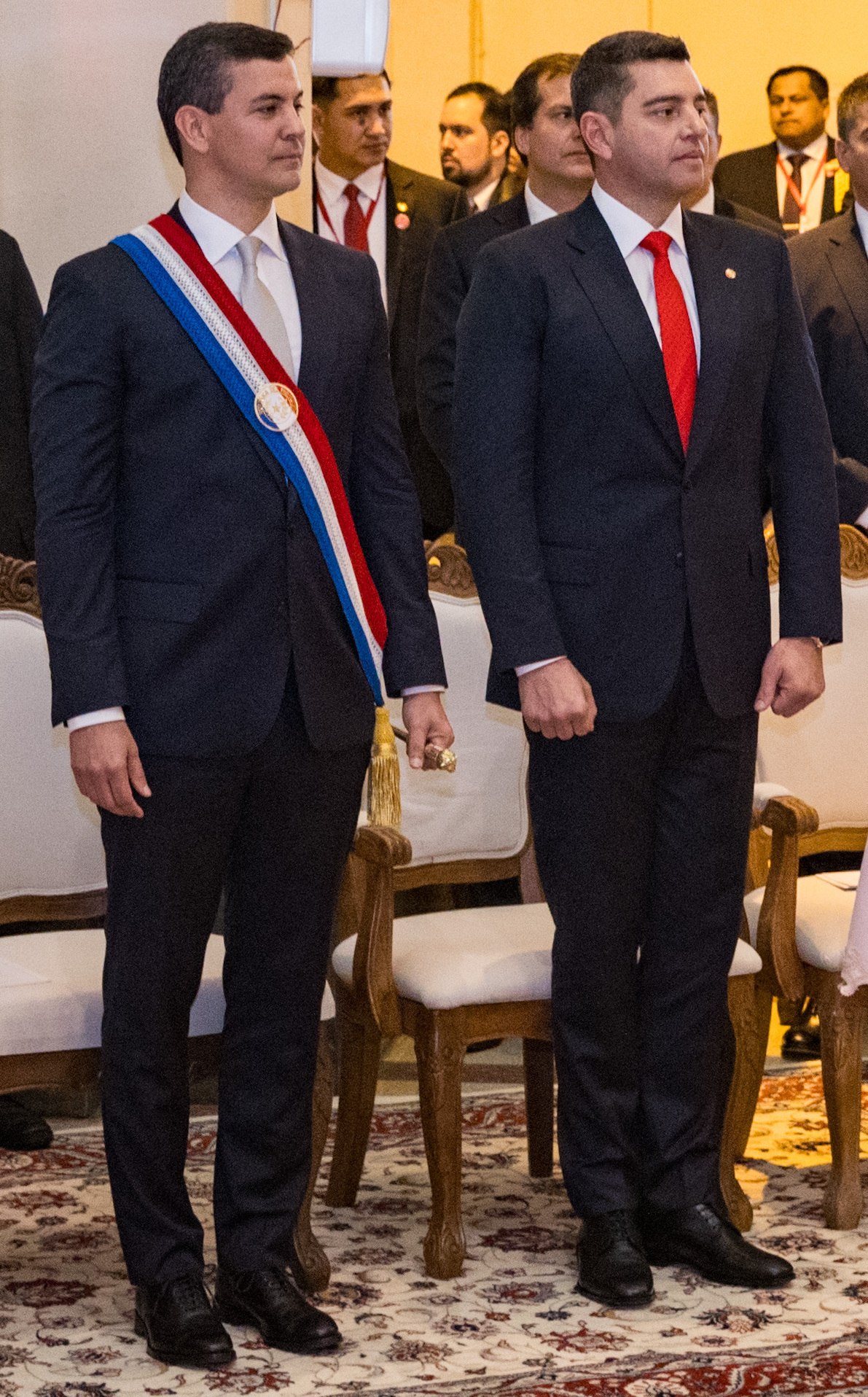
Santiago Peña et Pedro Alliana le jour de leur investiture, le 15 août 2023.

## Accusations de népotisme
Pedro Alliana est accusé de népotisme en raison de plusieurs membres de sa famille travaillant dans l'appareil gouvernemental paraguayen,, surtout lorsque sa fille est embauchée en 2023 par la Chambre des députés, sans diplôme universitaire, avec un salaire mensuel de 18 millions de ₲. Lorsque le cas est médiatisé, elle évite de répondre aux médias sur la nature de ses fonctions et son horaire de travail.
Son épouse, son ex-épouse, son beau-frère et deux de ses cousins occupent divers postes de gestionnaires dans l'appareil étatique paraguayen,. Le périodique ABC Color (es) qualifie cet état de faits de « clan Alliana » et nomme Alliana le « nepopadre ». Les enquêtes de ce média révèlent que plusieurs membres du « clan Alliana » ont tous obtenu le même diplôme de la même institution, soit la licence en relations internationales de l'Université autonome San Sebastián. Selon ce journal, cette université est « alliée au cartisme (en) », et cela se voit dans son « soutien constant à Pedro Alliana » exprimé dans ses publications sur les réseaux sociaux. 
Alliana a nié les prétentions concernant sa fille et sa famille. Le parquet ouvre tout de même une enquête pour déterminer s'il existe effectivement du népotisme.